# الدوري التونسي لكرة اليد 1998–99
الدوري التونسي لكرة اليد 1998-1999 هو الدورة 44 من الدوري التونسي لكرة اليد للرجال.
فاز بهذا الموسم النجم الرياضي الساحلي.

## روابط خارجية
- الموقع الرسمي للجامعة التونسية لكرة اليد.